# Rõngu
Rõngu è un comune rurale dell'Estonia meridionale, nella contea di Tartumaa, all'estremità meridionale del Lago di Võrts. Il centro amministrativo è l'omonimo borgo (in estone alevik).

## Località
Oltre al capoluogo, il comune comprende un altro borgo, Käärdi, e 15 località (in estone küla):
Kalme - Käo - Kirepi - Kõduküla - Koruste - Lapetukme - Lossimäe - Piigandi - Raigaste - Rannaküla - Tammiste - Teedla - Tilga - Uderna - Valguta